# 钱沛
钱沛（?—?），字子𩃎，唐朝末年杭州临安人，为宣州旌德县令，是钱碩亶之子，钱宙的父親，钱宽的祖父，钱镠的曾祖父。钱镠发迹后，唐朝追赠钱沛为吏部郎中、谏议大夫，后梁追赠钱沛为吏部尚书、左仆射。
907年，后梁封钱镠为吴越王，在杭州建立吴越国。910年，钱沛被后梁太祖朱温封為国王，諡號洪胜王，又作弘圣王。